# Jacksonville (Ohio)
Jacksonville es una villa ubicada en el condado de Athens en el estado estadounidense de Ohio. En el Censo de 2010 tenía una población de 481 habitantes y una densidad poblacional de 761,13 personas por km².

## Geografía
Jacksonville se encuentra ubicada en las coordenadas 39°28′33″N 82°4′46″O / 39.47583, -82.07944. Según la Oficina del Censo de los Estados Unidos, Jacksonville tiene una superficie total de 0.63 km², de la cual 0.63 km² corresponden a tierra firme y (0.82%) 0.01 km² es agua.

## Demografía
Según el censo de 2010, había 481 personas residiendo en Jacksonville. La densidad de población era de 761,13 hab./km². De los 481 habitantes, Jacksonville estaba compuesto por el 96.88% blancos, el 0.62% eran afroamericanos, el 0% eran amerindios, el 0% eran asiáticos, el 0% eran isleños del Pacífico, el 0% eran de otras razas y el 2.49% pertenecían a dos o más razas. Del total de la población el 0% eran hispanos o latinos de cualquier raza.